# Aste
För andra betydelser, se Aste (olika betydelser).
Aste är en småköping (estniska: alevik) i Lääne-Saare kommun på ön Ösel i västra Estland. Orten ligger vid Riksväg 86, 13 kilometer norrut från staden Kuressaare eller ca 180 km sydväst om huvudstaden Tallinn.
Tre kilometer norr om orten ligger en by med samma namn, Aste (by).

## Geografi
Aste ligger 26 meter över havet. Terrängen runt Aste är platt, och sluttar söderut. Runt Aste är det glesbefolkat, med 9 invånare per kvadratkilometer. I omgivningarna runt Aste växer i huvudsak blandskog.

### Klimat
Årsmedeltemperaturen i trakten är 6 °C. Den varmaste månaden är augusti, då medeltemperaturen är 18 °C, och den kallaste är januari, med −5 °C.